# Stephan Doitschinoff
Stephan Doitschinoff (São Paulo, 1977) é um artista visual brasileiro. Descendente de búlgaros, desenvolve trabalhos no campo da pintura, escultura, vídeo, instalação e performance. 
Artista revelação pela Associação Paulista de Críticos de Arte, realizou suas principais exposições em espaços institucionais como o “Irish Museum of Modern Art” – Irlanda, “Museum of Contemporary Art San Diego” - Estados Unidos, “Fondation Cartier” – França,  Museu de Arte Moderna de São Paulo (MAM), Museu de Arte de São Paulo (MASP), Museu de Arte Moderna da Bahia (MAM-BA), Museu Afro Brasil e XXII Bienal Internacional de Curitiba. O artista tem dois livros publicados pela editora alemã Gestalten, “CALMA: The Art of Stephan Doitschinoff” (2008) e CRAS (2012). Dentre os projetos recentes, destacam-se a sociedade filosófica "Cvlto do Fvtvrv" e suas diversas ações (marchas, hinos, balcão de adesão, videogame entre outras) e a instalação "Interventu".
De intenso caráter semiótico, a obra de Doitschinoff atribui novos significados a símbolos religiosos e cria diálogos entre representações litúrgicas do passado e sistemas de poder que operam no mundo contemporâneo, como o marketing e a política.

## Biografia
Stephan Doitschinoff iniciou-se no desenho. Tem sua obra marcada por elementos religiosos. Durante a juventude, já mergulhava em aspectos das religiões orientais, alquimia e arte sacra que também foram incorporados à sua obra.
Na adolescência foi envolvido com a cultura do skate e os movimentos punk e hardcore de São Paulo, desenvolvendo capas de discos para bandas, além de trabalhar como assistente de cenografia criando palcos para festivais e shows de rock da década de 90.  Em 2001, criou o Festival de Cultura Indie com a reunião de bandas, curtas-metragens, fanzines e selos independentes, além das exposições individuais de fotógrafos e pintores. 
Em 2002, realizou a primeira mostra individual internacional a convite do "Windsor Arts Centre" (Inglaterra) sob o título "Stephan Doitschinoff an exhibition of original paintings and drawings" e participou da "III Mostra do Programa de Exposições (2002)", do Centro Cultural São Paulo (Brasil).
A partir de 2006 viveu por três anos na Chapada Diamantina (Bahia). Seu plano original era viajar por dois anos por diversas regiões do norte e nordeste do Brasil pesquisando festas populares, sincretismo religioso, procissões e altares. Porém, por não ter recursos para essa viagem decidiu fixar residência na cidade de Lençóis, onde sua irmã Deborah morava e de la fazer viagens pela região para realizar sua pesquisa, com foco nas procissões e altares. Inspirado nessa pesquisa, Doitschinoff desenvolveu um projeto artístico audacioso por meio de intervenções nas casas de famílias de várias comunidades, reformando e pintando a Capela de Santa Luzia do bairro Toma Surrão e os túmulos no cemitério de Lençóis. Essas experiências, que colocaram a cidade na rota nacional de história de arte alternativa, estão registradas no documentário Temporal  e no livro "CALMA: The Art of Stephan Doitschinoff". As fotos e o documemtário desse projeto, assim como pinturas e uma instalação foram expostas no MASP na exposição De Dentro para Fora/De Fora para Dentro, e renderam a Stephan o prêmio Artista Revelação da APCA,  Associação Paulista de Críticos de Arte. 
Em julho de 2009, participou da exposição "Né Dans la Rue" na Fondation Cartier pour l'Art Contemporain em Paris, França e em abril de 2010, montou exposição na Galeria Choque Cultural, onde, além de expor pinturas e objetos, encenou uma performance da qual participaram as atrizes Tainá Müller, Kika Martinez, Carolina Manica e a modelo Marina Dias. 
No mesmo ano, a convite do grupo de hip hop N.A.S.A., desenvolveu uma animação para a música Strange Enough.
A convite da prefeitura de Lisboa e do C.E.M Centro em Movimento, viajou até Portugal para se aprofundar na cultura das festas populares e tradição das máscaras ibéricas. Juntamente com Antonio Pinela Tiza, pesquisador do assunto e diretor do Museu da Máscara Ibérica em Bragança, Portugal, visitou artesãos nas pequenas aldeias da região aprendendo as técnicas locais. Em Lisboa construiu duas instalações no Bairro Mouraria e montou um ato performático em forma de procissão. Esta performance, que ganhou o nome de "Brilho do Sol", virou um curta metragem que foi mostrado pela primeira vez no MASP em novembro de 2011.
Em 2012, realizou na abertura da Art Rio a performance “Ventre Livre”. Em parceria com a chef de cozinha Fabiola Gouvea, esculpiu 100 quilos de bolo no formato de intestino, que no final da performance o bolo foi devorado pelo público. A performance teve curadoria de Rafael Castoriano (Krëemart).
Entre 2011 e 2012, o Doitschinoff criou e ministrou o curso Processo Autoral de Desenho e Pintura no MAM, e lecionou cursos e palestras em faculdades e museus, como MASP e FAAP, e no exterior - Prague College (República Tcheca), Faculdade de Belas Artes de Lisboa (Portugal), conferência What Design Can Do Amsterdam (Holanda), Design Center Kiev (Ucrânia).
Em setembro de 2012 lançou sua segunda monografia, intitulada "Cras", também pela editora alemã Gestalten. A edição de luxo reúne imagens de obras, instalações e performances realizadas entre 2008 e 2012. "Cras", título do livro, remete à mitologia em torno de santo Expedito, que, ao decidir converter-se ao cristianismo, teria sido tentado por um corvo, que gritava "cras" (amanhã, em latim), no intuito de fazê-lo adiar sua conversão. O corvo teria sido esmagado por santo Expedito, que proclamou "hodie" (hoje, em latim), reiterando a nova fé.
O lançamento oficial foi em Berlim na sede da editora e seguiu-se uma turnê de promoção pela Europa passando por cidades como: Amsterdam, Zurich, Kiev e Praga.
Em dezembro de 2012, em parceria com o chef Alex Atala realizou a performance "Mesa e Hexágono", no MAM - Museu de Arte Moderna de São Paulo. Em 2013 apresentou pela primeira vez obras da série FVTVRV (que mais tarde se transformou no projeto Cvlto do Fvtvrv) e em exposição de mesmo nome. Em março de 2014 é publicado na revista ArtReview um review sobre as obras e a exposição.
Em 2014 apresenta pela primeira vez no CCBB - Centro Cultural Banco do Brasil - São Paulo uma performance do "Cvlto do Fvtvrv" (fvtvrv.org),  projeto que tem como intenção a criação e desenvolvimento de uma “seita- igreja”, bem como todos os desdobramentos relevantes na constituição desta estrutura, real e virtual: cerimônias, templos, procissões, ícones representativos de divindades antropomórficas, manifesto, hinos, publicações, fardas, medalhas e carteira de identificação. 
Em 2016 apresentou dois projetos no Museu de Arte Moderna de São Paulo: uma instalação-video game chamada Panoptic Wave , e uma performance com participação da dupla Mixhell, formada por Iggor Cavalera e Laima Leyton.. Ambas as obras integraram a exposição "Educação como Matéria Prima".
Em 2018, como parte da Mostra de Performance Arte (14ª edição) na Galeria Vermelho, Doitschinoff alugou um espaço na galeria comercial Stand Center na avenida Paulista (labirinto de lojas de réplicas e eletrônicos), em São Paulo, e montou a obra Balcão de Adesão do Cvlto do Fvtvrv, onde os interessados puderam se filiar ao Cvlto do Fvtvrv, podendo adquirir sua carteira de identificação de membro e publicações, essa foi a primeira ação do Cvlto do Fvtvrv organizada por Doitschinoff executada fora do ambiente de galerias ou museus. 
Em 2017 Doitschinoff participou de dois projetos em colaboração com o Irish Museum of Modern Art (Dublin, Irlanda), para as exposições “As Above So Below: Portals, Visions, Spirits & Mystics” e “Wilder Beings Command”.
O artista foi comissionado pela curadora Rachael Thomas a criar uma série de cinco instalações para “As Above So Below: Portals, Visions, Spirits & Mystics” que teve sua abertura em abril de 2017. O processo de produção das instalações contou com viagens de pesquisa para a região do Carirí e Juazeiro do Norte (CE).
No mesmo ano, em agosto, Stephan montou uma performance intitulada Cvlto do Fvtvrv para a mostra “Wilder Beings Command” que foi apresentada nos jardins e na capela do IMMA, com participação do público do museu, da Escola de Samba Masamba, e dos músicos Laima Leyton e Iggor Cavalera.  A mostra teve curadoria de Rachael Gilbourne and Janice Hough.
Ainda em 2017 Doitschinoff teve seu trabalho Coração Retissimo (Straightest Heart) incluído na coleção permanente do Irish Museum of Modern Art.
Em 2019 apresentou a exposição individual Estaremos Aqui Para Sempre na Galeria Janaina Torres em São Paulo, a mostra teve curadoria de Daniel Rangel, dentro das obras da exposição foram apresentadas instalações da série Interventu, algumas previamente exibidas no Irish Museum of Modern Art, além de esculturas inéditas da mesma série.
Em 2022 participou da exposição The Art of Mushrooms na Fundação Serralves, na cidade do Porto (Portugal), com curadoria da inglesa Francesca Gavin, e teve seu trabalho publicado em um livro com o mesmo nome da exposição, também editado pela Fundação Serralves. No mesmo ano integrou a mostra Utopias e Distopias no Museu de Arte Moderna da Bahia (MAM-BA), apresentando uma versão atualizada da obra/instalação/performance Balcão de Adesão do Cvlto do Fvtvrv. 

## Prêmios
Em 2006, ilustrou o álbum do Sepultura, Dante XXI, e ficou com o segundo lugar no Prêmio Jabuti de Literatura pela ilustração do livro Palavra Cigana, uma trabalho marcado pelas "colagens que reproduzem o caráter caleidoscópico da cultura cigana".
Em 2009, foi eleito artista revelação pela APCA.
Em 2010, teve o projeto A Mão selecionado pelo edital do Prêmio Interações Estéticas em Pontos de Cultura, do Ministério da Cultura. O prêmio contemplou o desenvolvimento e a produção de uma escultura em cerâmica de 1,80m de altura, instalada entre 2010 e 2012 na frente do Museu Afro Brasil, no Parque Ibirapuera.

/* Coleções */ 
Possui obras em importantes coleções particulares e públicas:
Irish Museum of Modern Art – IMMA (Dublin, Irlanda)
Museu de Arte Moderna da Bahia – MAM-BA (Salvador, Brasil)
Museu Oscar Niemeyer – MON (Curitiba Brasil)
Colección Isabel y Agustín Coppel – CIAC (Mexico, México)